# Aleandro Di Paolo
Aleandro Di Paolo (* 21. Oktober 1977 in Avezzano) ist ein italienischer Fußballschiedsrichter.

## Werdegang
Der aus den Abruzzen stammende Di Paolo besuchte seinen ersten Schiedsrichterlehrgang 1993 in seiner Heimatstadt Avezzano. Ab der Saison 2011/12 leitete er Spiele in der Serie B und ab der Saison 2012/13 Spiele in der Serie A. 2019 beendete er aus Altersgründen seine traditionelle Schiedsrichterkarriere und begab sich nun als Videoschiedsrichter (VAR) hinter einen Monitor.
Seit 2023 steht er als Videoschiedsrichter auf der Liste der FIFA-Schiedsrichter.
Bei der U-20-Weltmeisterschaft 2023 in Argentinien und bei der U-17-Weltmeisterschaft 2023 in Indonesien wurde Di Paolo jeweils als Videoschiedsrichter eingesetzt.